# Apiaí
Apiaí is een gemeente in de Braziliaanse deelstaat São Paulo. De gemeente telt 25.700 inwoners (schatting 2009).

## Aangrenzende gemeenten
De gemeente grenst aan Barra do Chapéu, Bom Sucesso de Itararé, Guapiara, Iporanga, Itaoca, Itapeva, Itararé, Ribeira en Ribeirão Branco.

## Verkeer en vervoer
De plaats ligt aan de wegen BR-373, BR-476, SP-165, SP-249 en SP-250.

## Galerij

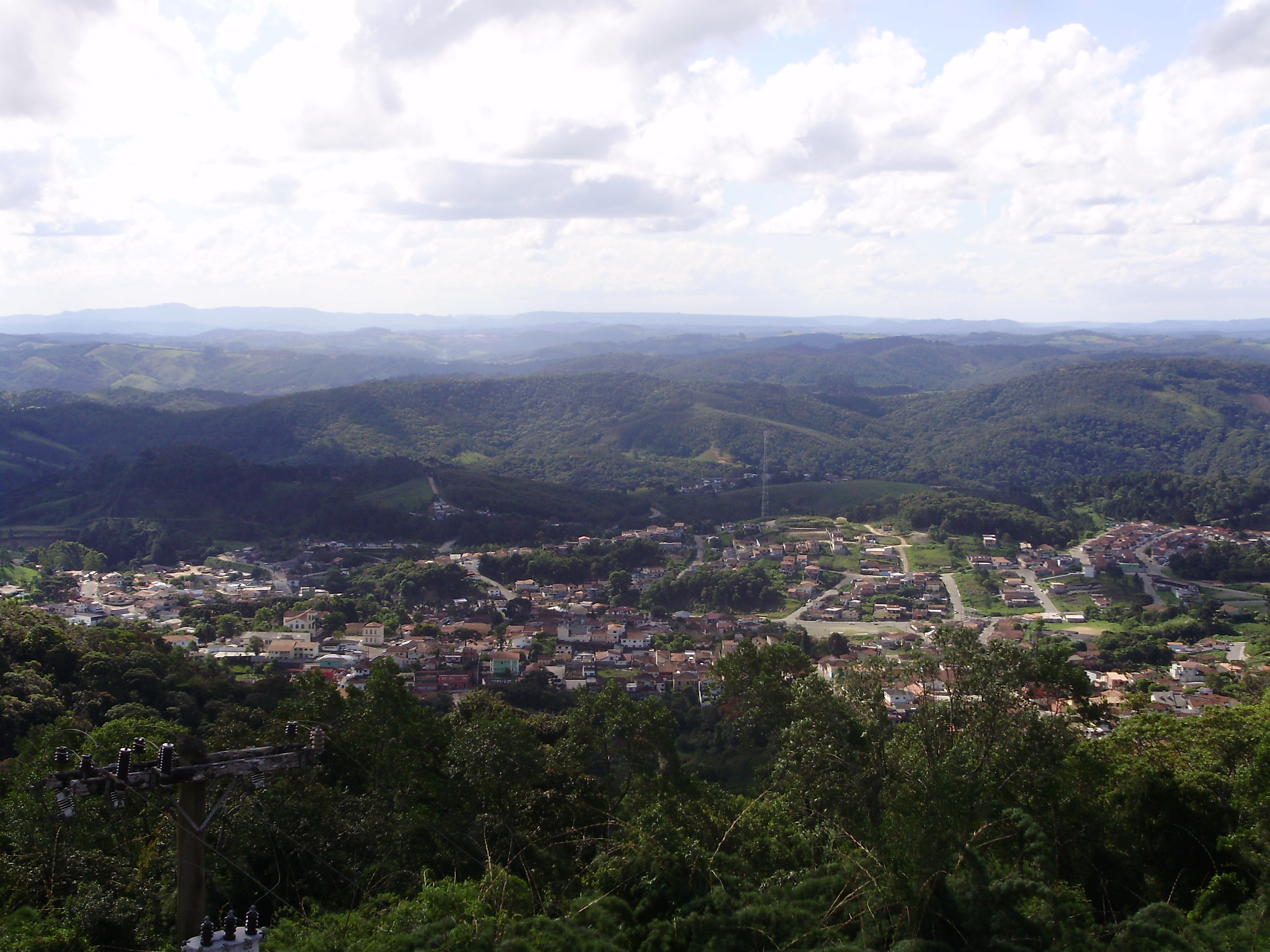
Apiaí gezien vanaf de heuvel Morro do Ouro
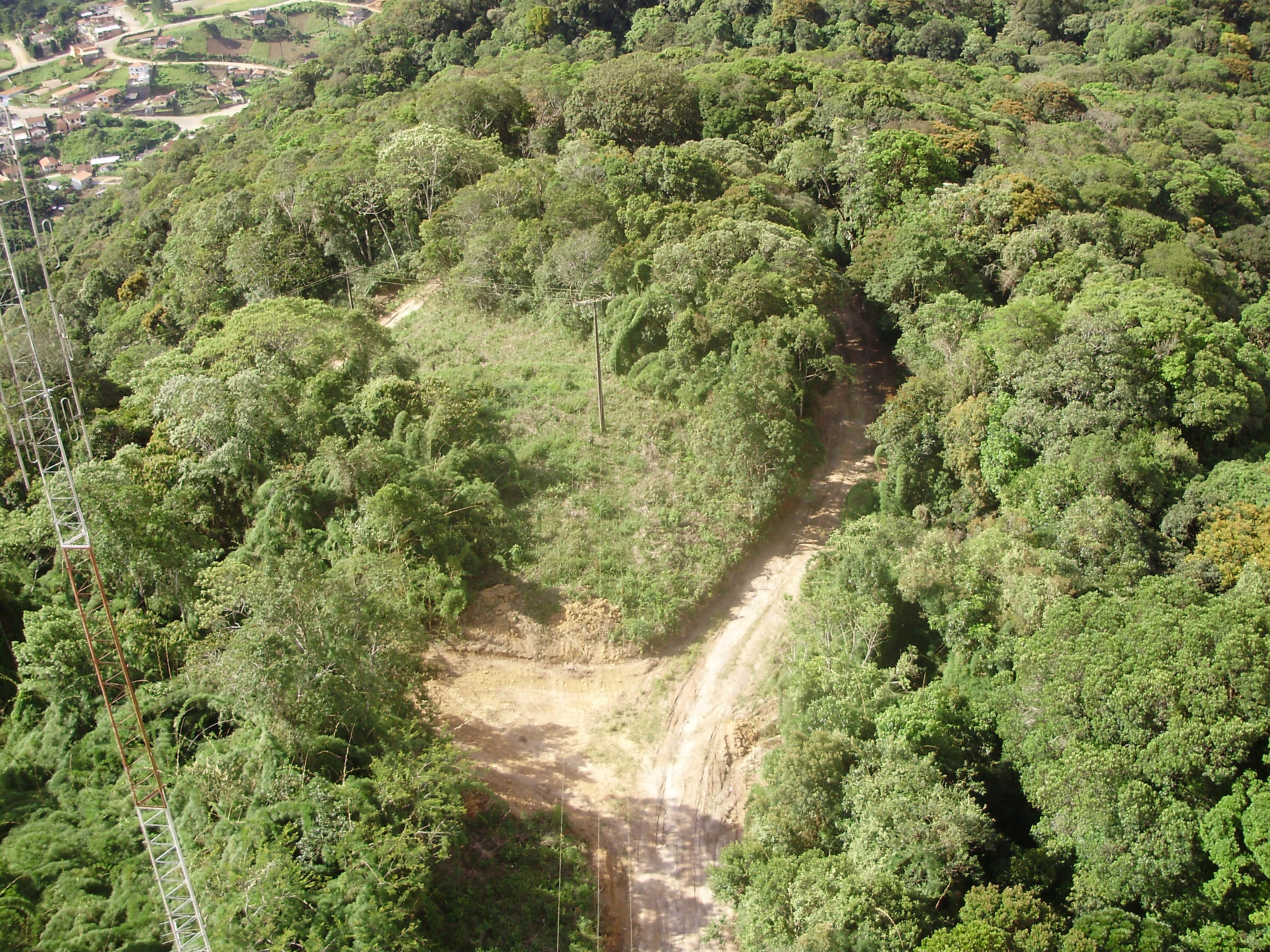
Het park Morro do Ouro
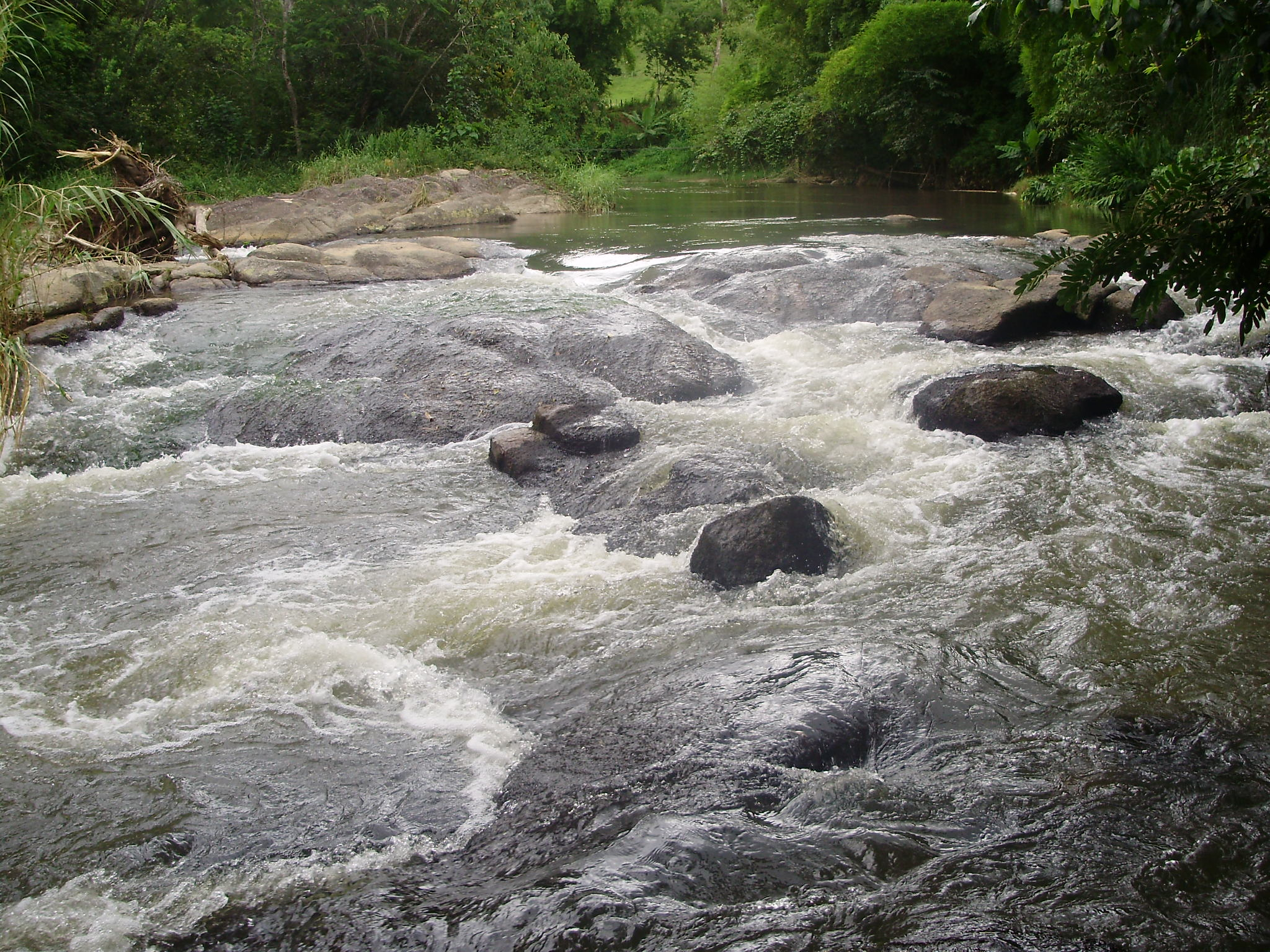
Een rivier in de gemeente Apiaí

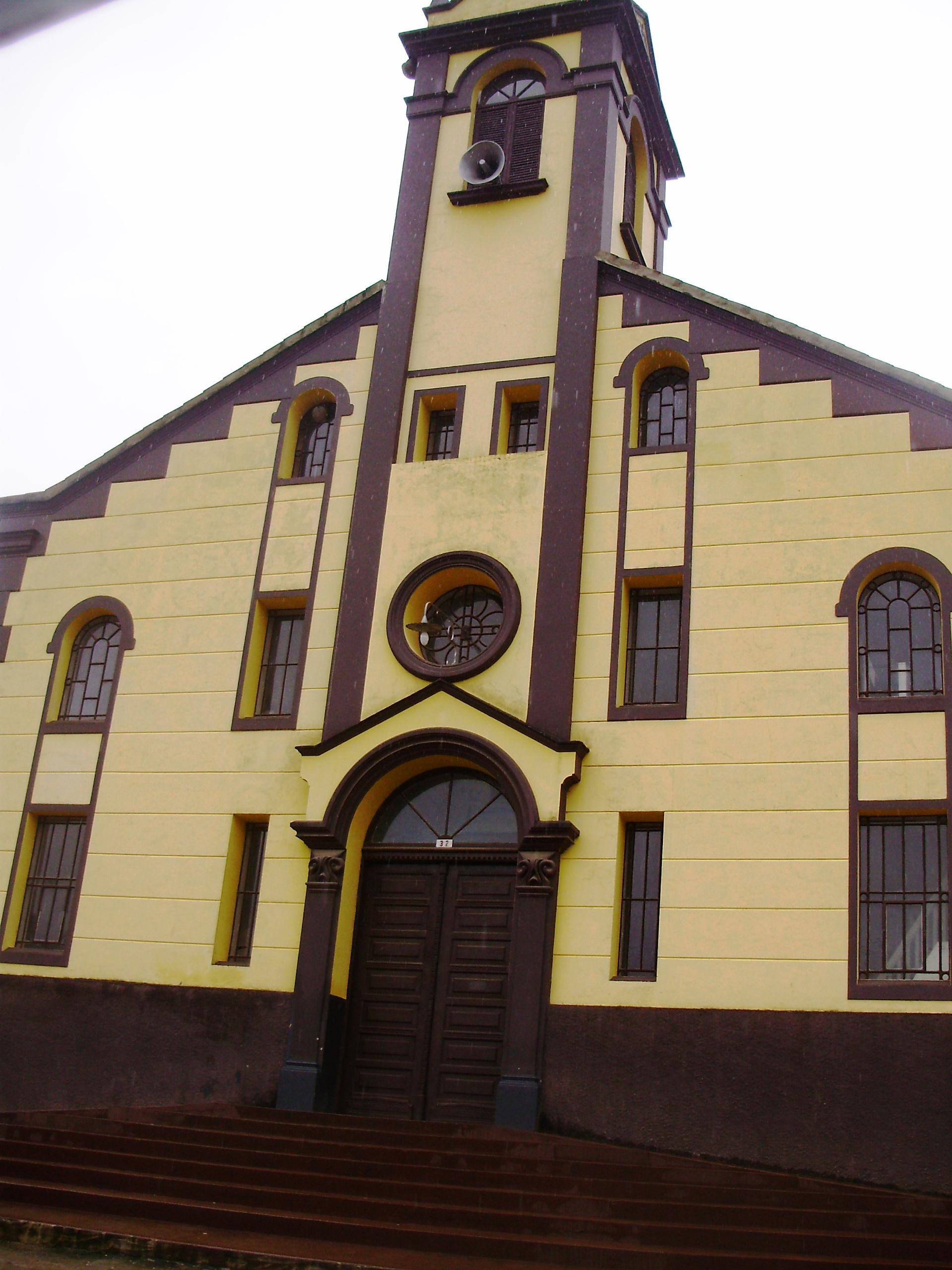
Katholieke kerk Bom Jesus de Araçaíba in de gemeente Apiaí